# 이재춘
이재춘(李在春)은 춘천고등학교를 졸업하고 서울대학교 법학과를 수료한 후, 1968년 제1회 외무고시 합격으로 외교관 생활을 시작하여 동북아 1과장(1981), 주미 한국대사관 참사관(1983), 외무부 아주국장(1991), 외무부 제1차관보(1995), 주 EU 대사(1996), 주 벨기에·EU 대사(1998), 주 러시아 대사(2000)를 역임하였다.
러시아대사 시절 이회창 한나라당 총재가 러시아를 방문하였을 때 공관원 40명 중 25명을 동원하고, 일정 내내 그림자처럼 수행하였다고 알려진 과잉의전으로 인하여 경질되었다는 평가가 다분하다. 2003년 2월에 외교통상부를 퇴직했다.

## 학력
- 서울대학교 법과대학 법학과 수료
- 춘천고등학교 졸업

## 경력
- 1968년 제1회 외무고시 합격
- 1968년 외무부 사무관
- 1988년 외무부 아주국 국장
- 1990년 ~ 1991년 주방글라데시 대사관 대사
- 1995년 ~ 1996년 외무부 제1차관보(외무부 차관보)
- 1996년 ~ 1999년 주벨기에유럽연합대한민국대사관 특명전권대사
- 1999년 외교안보연구원 연구위원
- 2000년 주러시아대사관 대사
- 2002년 외교통상부 본부대사
- 2005년 한나라당 국제위원회 위원장
- 2008년 자유선진당 외교안보 특보
- 2016년 ~ 2020년 북한인권정보센터 이사장[4]

## 상훈
2003년 4월에 홍조근정(紅條勤政) 훈장을 받았다.

## 그 외
자신의 외교관 경력을 담은 <외교관으로서 산다는 것>을 출판하였다. 전 주한 특명전권대사인 무토 마사토시가 지은 "문재인(文在寅), 한국(韓國)에 재앙(災殃)"이라는 책을 번역했다.